# مشكلة الحساب الاقتصادي

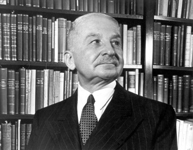

مشكلة الحساب الاقتصادي هي نقد استخدام التخطيط الاقتصادي كبديل للتخصيص القائم على السوق لعوامل الإنتاج. تم اقتراحه لأول مرة من قبل لودفيج فون ميزس في مقالته لعام 1920 «الحساب الاقتصادي في الكومنولث الاشتراكي» وتم توسيعه فيما بعد بواسطة فريدريك هايك
ففي مقالته الأولى، يصف ميزس طبيعة نظام الأسعار في ظل الرأسمالية ويصف كيف يتم ترجمة القيم الفردية الفردية إلى المعلومات الموضوعية اللازمة للتوزيع الرشيد للموارد في المجتمع.
في البورصات، تعكس الأسعار العرض والطلب على الموارد واليد العاملة والمنتجات. في مقالته الأول، ركز مايس انتقاده على أوجه القصور الحتمية في التنشئة الاجتماعية للبضائع الرأسمالية، ولكن مايز ذهب فيما بعد إلى شرح أشكال مختلفة من الاشتراكية في كتابه، الاشتراكية. جادل Mises وهايك أن الحساب الاقتصادي ممكن فقط من خلال المعلومات المقدمة من خلال أسعار السوق، وأن الأساليب البيروقراطية أو التكنوقراطية للتخصيص تفتقر إلى طرق لتخصيص الموارد بشكل عقلاني. احتدم النقاش في 1920s و 1930s ، وفي فترة محددة من النقاش أصبحت معروفة من قبل المؤرخين الاقتصاديين باسم مناظرة الحساب الاشتراكي. تلقى النقد الأولي في مايز ردود فعل متعددة وأدى إلى تصور اشتراكية سوق التجربة والخطأ، وأبرزها نظرية لانج-ليرنر.
في ورقة 1920، زعم ميزس أن أنظمة التسعير في الاقتصاديات الاشتراكية كانت بالضرورة ناقصة لأنه إذا كان الكيان العام يملك كل وسائل الإنتاج، فإنه لا يمكن الحصول على أسعار معقولة للسلع الرأسمالية لأنها مجرد عمليات نقل داخلية للبضائع وليس "أشياء" الصرف "، على عكس السلع النهائية. ولذلك، لم تكن غير مسبوقة، وبالتالي فإن النظام سيكون غير عقلاني بالضرورة، لأن المخططين المركزيين لن يعرفوا كيفية تخصيص الموارد المتاحة بكفاءة. كتب أن "النشاط الاقتصادي العقلاني مستحيل في كومنولث اشتراكي ". طور ميزس نقده للاشتراكية بشكل كامل في كتابه عام 1922 بعنوان سوشياليزم: تحليل الاقتصاد والنظام المجتمعي (بالإنجليزية: Socialism: An Economic and Sociological Analysis)‏ ، بحجة أن نظام سعر السوق هو تعبير عن علم البركولوجيا ولا يمكن تكراره بأي شكل من أشكال البيروقراطية.
ومع ذلك، من المهم ملاحظة أن التخطيط المركزي قد انتقد من قبل الاشتراكيين الذين دعوا إلى آليات لامركزية للتنسيق الاقتصادي، بما في ذلك هؤلاء؛ بيير جوزيف برودون والماركسي ليون تروتسكي والشيوعيين بيتر كروبوتكين وإريكو مالاتيستا قبل نقد المدرسة النمساوية. وانتقد الاقتصاديون الاشتراكيون فيما بعد التخطيط المركزي مثل يانوس كورناي وأليك نوفي. جادل روبن كوكس بأن حجة الحساب الاقتصادي لا يمكن دحضها إلا بنجاح على افتراض أن الاقتصاد الاشتراكي غير النقدي كان يتم ترتيبه بشكل تلقائي عن طريق نظام ضبط ذاتي للرقابة على المخزون والذي من شأنه أن يمكن صانعي القرار من تخصيص السلع الإنتاجية على أساس الندرة النسبية باستخدام الحساب العيني. كان هذا مجديًا فقط في اقتصاد حيث كانت معظم القرارات لامركزية. ادل تروتسكي أن المخططين المركزيين لن يكونوا قادرين على الاستجابة بفاعلية للتغيرات المحلية في الاقتصاد لأنها تعمل بدون مدخلات ذات مغزى ومشاركة من قبل الملايين من الفاعلين الاقتصاديين في الاقتصاد، وبالتالي ستكون آلية غير فعالة لتنسيق النشاط الاقتصادي.